# 芒茲維尤 (明尼蘇達州)
芒茲維尤（英語：Mounds View）是一個位於美國明尼蘇達州拉姆西縣的城市。

## 人口
根據2020年美國人口普查的數據，芒茲維尤的面積為10.71平方千米，當中陸地面積為10.51平方千米，而水域面積為0.24平方千米。當地共有人口13249人，而人口密度為每平方千米1,237人。